# Walter Benjamin
Walter Benedix Schönflies Benjamin (Berlim, 15 de julho de 1892 — Portbou, 27 de setembro de 1940) foi um ensaísta, crítico literário, tradutor, filósofo e sociólogo judeu alemão. Associado à Escola de Frankfurt e à Teoria Crítica, foi fortemente inspirado tanto por autores marxistas, como Bertolt Brecht, como pelo místico judaico Gershom Scholem. Entre as suas obras mais conhecidas, contam-se A Obra de Arte na Era da Sua Reprodutibilidade Técnica (1936), Teses Sobre o Conceito de História (1940) e a monumental e inacabada Paris, Capital do século XIX, enquanto A Tarefa do Tradutor constitui referência incontornável dos estudos literários.

## Biografia
Walter Benjamin nasceu em 1892, no seio de uma família judaica próspera. Era filho de Emil Benjamin e de Paula Schönflies Benjamin, comerciantes de produtos franceses. Na adolescência, Benjamin, perfilhando ideais socialistas, participou no Movimento da Juventude Livre Alemã, colaborando na revista do movimento. Nesta época nota-se uma nítida influência de Nietzsche em suas leituras. Em 1915, conhece Gershom Gerhard Scholem, de quem se torna muito próximo, devido ao gosto comum pela arte e pelo judaísmo, que ambos estudavam. Em 1919, defende sua tese de doutorado, A Crítica de Arte no Romantismo Alemão, que foi aprovada e recomendada para publicação. Em 1925, Benjamin constatou que a porta da vida acadêmica estava fechada para ele, tendo a sua tese de livre-docência, Origem do Drama Barroco Alemão, sido rejeitada pelo Departamento de Estética da Universidade de Frankfurt.
Conhecedor profundo da língua e cultura francesas, traduziu para o alemão importantes obras como Quadros Parisienses de Charles Baudelaire e Em Busca do Tempo Perdido de Marcel Proust. O seu trabalho, combinando ideias aparentemente antagônicas do idealismo alemão, do materialismo dialético e do misticismo judaico, constitui um contributo original para a teoria estética. No fim da década de 1920, sob a influência de Asja Lācis, o filósofo interessa-se pelo marxismo, e juntamente com o seu companheiro de então, Theodor Adorno, aproxima-se da filosofia de Georg Lukács. Por esta altura e nos anos seguintes publica resenhas e traduções que lhe trariam reconhecimento como crítico literário, entre elas as séries sobre Charles Baudelaire.
Refugiou-se na Itália de 1934 a 1935. Neste momento cresciam as tensões entre Benjamin e o Instituto para Pesquisas Sociais, associado ao que ficou conhecida como Escola de Frankfurt, da qual Benjamin foi mais um inspirador do que um membro. Em 1940, ano da sua morte, Benjamin escreve a sua última obra, considerada por alguns como o mais importante texto revolucionário desde Marx; por outros, como um retrocesso no pensamento benjaminiano, "As Teses Sobre o Conceito de História".
Em Portugal, em 2004, foi lançado publicado um livro com uma coletânea de seus escritos, "Imagens de Pensamento", com edição de Assírio e Alvim.

## Teorias
Dentre suas criações intelectuais, Benjamin articulou a teoria da história, da tradução, violência, tendências da recepção da obra de arte, dentre outras questões.
A teoria de Benjamin surge no período pós-industrial, o qual influenciou as formas de se ver e se enxergar a sociedade, a política, a ciência e a arte. Os movimentos artísticos de vanguarda, como cubismo, surrealismo e dadaísmo, criaram novas formas de se expressar rompendo com os meios tradicionais. A invenção da câmera fotográfica também levantou diversas discussões entre os intelectuais do final do século XIX e início do século XX, que questionavam se a fotografia é ou não uma forma de arte.
O aparelho fotográfico, para o pensador, representa essa primeira imagem do encontro entre homem e máquina. A fotografia passa, então, a inaugurar uma nova forma de se comunicar, onde o homem não mais depende de instrumentos como pincel, tela e tinta para se comunicar, usando agora aparelhos técnicos. Além disso, a fotografia passa a inaugurar também uma nova forma de linguagem, com uma escrita não mais por palavras, mas em uma sintaxe composta por imagens.
Benjamin tinha seu ensaio “A Obra de Arte na Época de sua Reprodutibilidade Técnica” na conta de primeira grande teoria materialista da arte. O ponto central desse estudo encontra-se na análise das causas e consequências da destruição da "aura" que envolve as obras de arte, enquanto objetos individualizados e únicos. Com o progresso das técnicas de reprodução, sobretudo do cinema, a aura, dissolvendo-se nas várias reproduções do original, destituiria a obra de arte de seu status de raridade. Para Benjamin, a partir do momento em que a obra fica excluída das esferas aristocrática e religiosa, que fazem dela uma coisa para poucos e um objeto de culto, a dissolução da aura atinge dimensões sociais. Essas dimensões seriam resultantes da estreita relação existente entre as transformações técnicas da sociedade e as modificações da percepção estética. A perda da aura e as consequências sociais resultantes desse fato são particularmente sensíveis no cinema, no qual a reprodução de uma obra de arte carrega consigo a possibilidade de uma radical mudança qualitativa na relação das massas com a arte. Embora o cinema, diz Walter Benjamin, exija o uso de toda a personalidade viva do homem, este priva-se de sua aura. Se, no teatro, a aura de um Macbeth, por exemplo, liga-se indissoluvelmente à aura do ator que o representa, tal como essa aura é sentida pelo público, fico, o mesmo não acontece no cinema, no qual a aura dos intérpretes desaparece com a substituição do público pelo aparelho. Na medida em que o ator se torna acessório da cena, não é raro que os próprios acessórios desempenhem o papel de atores.
Benjamin considera ainda que a natureza vista pelos olhos difere da natureza vista pela câmara, e esta, ao substituir o espaço onde o homem age conscientemente por outro onde sua ação é inconsciente, possibilita a experiência do inconsciente visual, do mesmo modo que a prática psicanalítica possibilita a experiência do inconsciente instintivo. Exibindo, assim, a reciprocidade de ação entre a matéria e o homem, o cinema seria de grande valia para um pensamento materialista. Adaptado adequadamente ao proletariado que se prepararia para tomar o poder, o cinema tornar-se-ia, em consequência, portador de uma extraordinária esperança histórica.
Em suma, a análise de Benjamin mostra que as técnicas de reprodução das obras de arte, provocando a queda da aura, promovem a liquidação do elemento tradicional da herança cultural; mas, por outro lado, esse processo contém um germe positivo, na medida em que possibilita um outro relacionamento das massas com a arte, dotando-as de um instrumento eficaz de renovação das estruturas sociais. Trata-se de uma postura otimista, que foi objeto de reflexão crítica por parte de Adorno. Atualmente a obra de Benjamin exerce grande influência no editor e tradutor de suas obras em italiano, Giorgio Agamben, sobretudo acerca do conceito de Estado de exceção. Walter Benjamin é um dos filósofos mais significativos da modernidade, somente reconhecido enquanto tal após sua trágica morte, durante a fuga das forças nazistas. Em vida ele era respeitado enquanto intelectual apenas em seu círculo de pensadores, como Ernst Bloch e T. W. Adorno, que tomou a iniciativa de editar toda sua obra postumamente.
As questões levantadas por Benjamin levaram Flusser a enxergar e teorizar o impacto da fotografia depois de sua absorção pela sociedade. Para os dois pensadores a fotografia é uma forma de enxergar o mundo marcado pela predominância dos aparelhos e que tende, de forma crescente, a viver e se organizar em função deles.

## Ecologia
Benjamin foi um dos primeiros marxistas a criticar o conceito de “exploração da natureza” e sua relação nefasta com o modelo capitalista. Desde 1928, em sua obra Rua de mão única, Benjamin denunciou a ideia de dominação da natureza como um discurso imperialista e propôs uma nova definição da técnica como “domínio das relações entre natureza e humanidade”.

## Morte
A sua morte, desde sempre envolta em mistério, teria ocorrido durante a tentativa de fuga através dos Pirenéus, quando, em Portbou, foi parado, junto do seu grupo de refugiados, pela polícia espanhola. Temendo ser entregue à Gestapo, teria cometido o suicídio ou overdose de morfina. Tomou pílulas no hotel em que o grupo de judeus que acompanhava aguardava a deportação. No dia seguinte, porém, as autoridades espanholas permitiram a passagem do grupo.

## Obra
- A Obra de Arte na Era de sua Reprodutibilidade Técnica (1936).
- Paris, Capital do século XIX (inacabado).
- Teses Sobre o Conceito de História (1940).
- A Modernidade e os Modernos, Rio de Janeiro: Tempo Brasileiro, 1975.
- Haxixe, São Paulo: Editora Brasiliense, 1984.
- Origem do Drama Barroco Alemão, trad. e pref. Sérgio Paulo Rouanet, São Paulo: Brasiliense, 1984.
- Reflexões: a criança, o brinquedo, a educação, 3ª ed., trad. Marcus Vinicius Mazzari, São Paulo: Summus Editorial, 1984.
- Estéticas do Cinema, ed., apres. e notas Eduardo Geada, trad. Tereza Coelho, Lisboa: D. Quixote, 1985.
- Obras Escolhidas, v. I, Magia e técnica, arte e política, trad. S.P. Rouanet, São Paulo: Brasiliense, 1985.
- Obras Escolhidas, v. II, Rua de mão única, trad. de R.R. Torres F. e J.C.M. Barbosa, São Paulo: Brasiliense, 1987.
- Obras Escolhidas, v. III, Charles Baudelaire, um lírico no auge do capitalismo, trad. de J.C.M. Barbosa e H.A. Baptista, São Paulo: Brasiliense, 1989.
- Documentos de Cultura, Documentos de Barbárie: escritos escolhidos, introd. Willi Bolle, trad. Celeste H. M. Ribeiro de Sousa, São Paulo: Cultrix, 1986.
- Diário de Moscou, pref. Gershom Scholem, ed. e notas Gary Smith, trad. Hildegard Herbold, São Paulo: Companhia das Letras, 1989.
- Histórias e Contos, trad. Telma Costa, Lisboa: Teorema, 1992.
- Sobre Arte, Técnica, Linguagem e Política, pref. Theodor W. Adorno, Lisboa: Relógio d`Àgua, 1992.
- Rua de Sentido Único e Infância em Berlim por Volta de 1900, pref. Susan Sontag, Lisboa: Relógio d`Água, 1992.
- O Conceito de Crítica de Arte no Romantismo Alemão, trad. pref. e notas de Márcio Seligmann-Silva , São Paulo: Iluminuras/ EDUSP, 1993.
- Correspondência: Walter Benjamin, Gershom Scholem, rev. Plinio Martins Filho, São Paulo: Perspectiva, 1993.
- Kafka. Introdução Ernesto Sampaio. Lisboa: Hiena Editora, 1994..
- Os Sonetos de Walter Benjamin, trad. Vasco Graça Moura, Porto: Campo das Letras, 1999.
- Leituras de Walter Benjamin, org. Márcio Seligmann-Silva, São Paulo: FAPESP, 1999.
- Origem do Drama Trágico Alemão, ed., apres. e trad. João Barrento, Lisboa: Assírio & Alvim, 2004.
- Imagens de Pensamento, trad. João Barrento, Lisboa: Assírio & Alvim, 2004.
- Passagens, org. W. Bolle, São Paulo: IMESP, 2006.
- "Sobre o conceito de história". Edição crítica. Organização e tradução, Adalberto Müller e Márcio Seligmann-Silva, São Paulo: Alameda, 2020. ISBN: 9786586081503
- "Paris, a capital do século XIX e outros escritos sobre cidades", organização, ensaio biobibliográfico, apresentação e revisão técnica de M. Seligmann-Silva, tradução Claudia Abeling, Porto Alegre: L&PM, 2022. 264 pp. ISBN: 6556662542